# 跆拳道用品

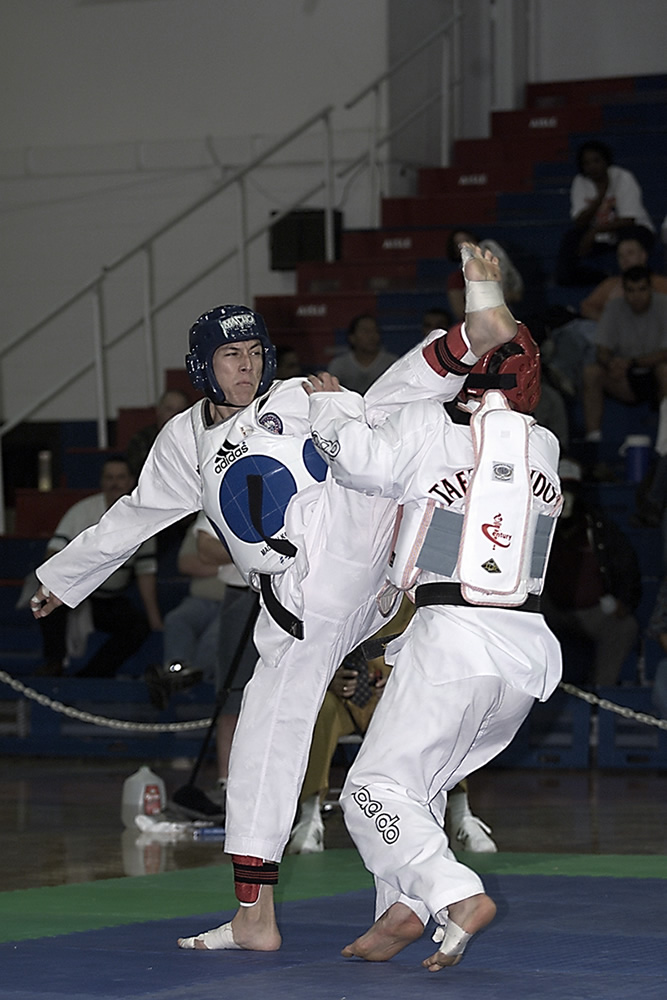
兩名跆拳道運動員正在穿著護甲進行搏擊

跆拳道用品是指於跆拳道訓練或進行搏擊時所使用的裝備和用具。運動員需佩上適當的裝備比賽，例如是護具及道袍等裝束。護具顧名思義是用作保護身體，以減少傷害為主，而道袍中的腰帶用作辨認運動員之等級，通常白帶的是初學者，而黑帶則是深造者。用具方面，運動員訓練的時候需要使用踢靶，例如防禦靶、速度靶等以提高腳在使用足技時的力度、速度及準確度。

## 道袍
跆拳道道袍是一件在進行跆拳道訓練或比賽時穿的衣服。

### 世界跆拳道聯盟（WTF）
自黑帶一段起，道袍上衣領地方會由白色轉為黑色，五段後可穿着衣袖有黑色帶條之道袍。道袍上會根據不同需要而釘上不同的章（例如在左上臂密縫會有協會的會章）。於道袍的背後會寫上一些關於「Taekwondo」的字句或標誌。

### 國際跆拳道聯盟（ITF）

ITF道袍的背字

所有ITF的道袍之背字均是一樣、道袍的左邊是的ITF會徽及左右褲腳近膝蓋外襠那裡均印有『ITF』的英文字樣。並分為3種不同的道袍供給色帶學員、黑帶學員及黑帶4段以上的黑帶學員。
目前在各運動用品商都有出產各式各樣的道袍，跆拳道道袍中品牌較常見的有大道和Adidas。

### 腰帶
跆拳道的等級通過腰帶的不同顏色來體現，此列表表示顏色所代表的等級。而每個國家的設定也有所不同，韓國標準〈其他亞洲地區則通常依據韓國修訂制度〉通常均為9級。至於，黑帶則分作一至九段，以及未成年運動員適用的一至三品。

## 護具

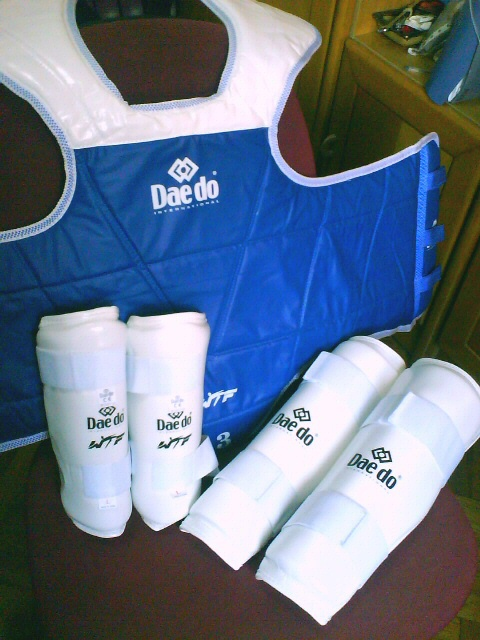
世界跆拳道聯盟規定之護具（hogu）中的護甲、護臂及護腳。

護具（hogu）是跆拳道運動員在比賽的時候用來保護自己的工具。將其譯為中文，就即是護甲。護具自從1950年代就被世界跆拳道聯盟的比賽所使用，及被視為在跆拳道運動員比賽時最重要的裝備。護具是比賽最普遍中的得分位置。運動員會使用一些腳部技術（例如旋踢及後踢）或拳擊（例如直拳及手刀）功擊護具。多間公司例如愛迪達和大道也有出產護具；但只有很少品牌的護甲會被世界跆拳道聯盟認可。護甲會在世錦賽或奧運會中使用；但在ITF舉辦的比賽中則不會使用，因為「hogu」（護具）只適用於世界跆拳道聯盟所舉辦之賽事。護具包括了
頭盔、護手脛、護腳脛、護腳背、護胸（亦稱為護甲）、護檔（男生用）、護陰（女生用）及護手。當中護腳背較不常用。

### 電子護具
電子護具是一個含有電子芯片的一種護具，當受到有效攻擊時感應裝置會自動識別其有效功擊，並傳送資訊到反映得分的技術裝置。電子護具多用於世界賽事，以其避免一些非技術性的得分，令比賽更加客觀。在韓國於2007年3月曾舉行電子護具測試賽，目的是要通过实战来检验电子护具的可靠性和准确性。除了在韓國進行有關測試外，美國和歐洲亦有對此作出測試。电子护具在技术上仍存在不少的缺陷，例於以現在的技術是沒有可能將电子感应器平均分布於所规定之得分位置，因此目前还无法在比赛中替代或有效地協助裁判。

### 頭盔
根據研究，跆拳道選手頭部是最容易受傷的部位之一，而且比賽中，雙方以腳擊中對方頭部獲得分數最多，因此，頭盔對於跆拳道選手是不可或缺且重要的保護措施。
跆拳道使用的防護頭盔和其他技擊項目（例如拳擊等）的頭盔相似，頭盔為軟性及，且分為護頭、護耳及粘帶三個部分。護頭和護耳二合為一，材質材料為PU或合成皮，護頭頂部中空，且設有氣孔，使選手保持透氣舒適。粘帶為寬面的彈性帶。防護頭盔並沒有護面，因為規定選手擊中頭部才能得分，中面部不能特分，所以頭盔不設護面，以保持選手的攻擊視線正常。粘帶的作用為固定頭盔，但脫帶容易使魔鬼膠甩脫。
為了讓選手保持梳爽透氣，頭部與頭盔間不用布料，減少選手的流汗，以保持衛生。頭盔的顏色有4種，分別是藍色、黑色、紅色和白色，但是白色的頭盔並不常用，而黑色、藍色和紅色的頭盔多是在WTF的賽事中配合同色的護甲一起使用。目前市场上出现权霸生产的黑色头盔大都是权霸出品。

### 護胸
是一個保護頸部以下，腰部以上的身體部份的護具。而最需要保護的是肋骨（以免碎裂後插穿肺部）及肚子。其護甲必定要是紅色或藍色，以其分別兩方之運動員。穿在道袍的外面，並必須和頭盔的顏色一致。在2003年前的護甲為雙面，但只能防護身體的正面和腹部。
2003年，有關方面修例，推出了新的護胸，有數處不同或改良，可保護腹部的面增大，亦加了一處新的功能——保護背部，因為新的規例中說明了若選手攻擊對方的背部，只要不攻擊脊椎，該運動員亦能夠得分。胸部的保護亦提高，加強胸骨位置的保護。此外，新的護甲推出了一個新功能——增加了護肩，即頂部類似梯形的白色保護物。增加了護肩，因運動員下壓時偶爾會出錯，運動員很可能會掛在對方的肩膀上，這樣便會因接觸力過大而使運動員肩膀受傷，通過護肩的保護，運動員遇到這情況時，損傷會大大減少。

### 護臂
護臂為一可保護手肘至手腕臂的護具，簡單來說即是保護手臂。跆拳道的賽事中，手臂亦是一個常接觸的部位，因為當對手使用足技功擊時，通常也會用「上擋」、「外擋」等有效防守動作保護自己，所以手臂較容易受傷。通過護臂的保護，可防止運動員的手臂被撞擊被撞傷，大大減少受傷的機會。

### 護腳
護腳（又稱為「護脛」）。作用為保護小腿部位，大多數技擊類的武術都會有同類的護具。此護具甚至連足球員也適用。一般護腳的後面會有一條增加固定的鬆緊帶，附有黏扣以調整鬆緊。和大部分的裝備一樣，護腳通常設有氣孔，作用為增加透氣性，保持舒爽衛生。

### 拳套
拳套的外形像防摔手套，用途並非讓選手像拳擊賽中打臉，而是為了保護手部。當選手在比賽時張開雙手，而被擊中手部，容易招致受傷，甚至骨折。戴上拳套能使運動員握拳，對手腳之防護有一定的幫助。正規WTF賽事都必須使用。

### 護陰及護襠
顧名思義護陰及護襠是保護下半身最重要的護具。護陰及護襠的穿法和穿內褲一樣，並大多穿在道袍內。和頭盔一樣是最重要的保護工具，若在比賽不穿護陰是非常危險的，使下體容易受傷。女運動員所使用的是護陰，成「T」型，當被踢中時，可防止下體肌肉的收縮，減輕痛楚。而男運動員所使用的是護襠，護襠能減少被對手擊中後對身體接觸和影響，減低被對手擊中後所產生的傷害性。但被擊中護襠後，會感到悶熱甚至痕癢。

## 踢靶(雞脾)

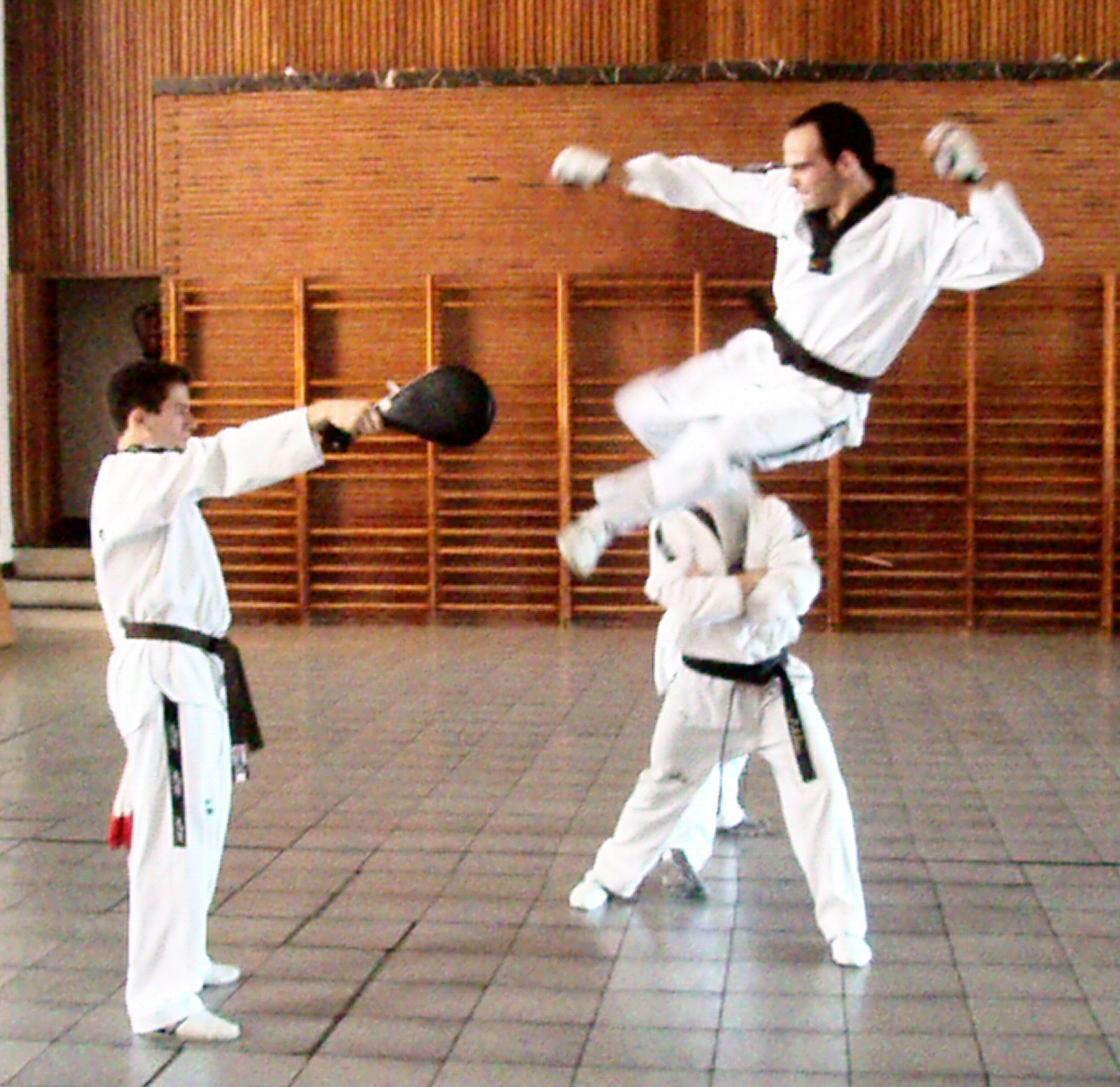
由左數起第一個人手握的是速度靶。

踢靶是供給練習跆拳道的學徒訓練腳法或其力度及拳法。

### 防禦靶
防禦靶的用途主要是用來保護手部，在訓練時可以佩帶它而減底佩帶護具的時間及其重量。它的外表多是長方形。長期使用的話會容易使練習者對於踢擊的目標養成只會瞄準手臂的錯誤習慣，這樣的話在比賽時對其得分及戰術是會有相對的影響。

### 速度靶
速度靶（民間稱「雞腿」、「雞髀」）是一個靶供練習者訓練腳法。靶裡面是從一個鐵片外面包覆著或是硬的海棉，用意是增加不同的強度來鍛鍊腳背的強度與抗撞擊的能力，速度靶本身的打擊點就是前端圓形的部位，配合不同的方式能夠訓練各種不同的技術。速度靶有並分單面和雙面兩種。

### 龜型靶
龜型靶較其他靶的面積比較大，有的甚至比其他的重。它多用在訓練重擊的部分，例如是旋踢等較力度較強的動作。中間的圓形（有些是三角形）部分是用來提醒練習者攻擊該靶的中心。龜型靶這個名字是源於它的外表。

### 四方靶
四方靶是在跆拳道訓練中
常使用的靶，因為他的性能最普遍所以能夠普遍的使用，最主要的是它比速度靶大，攻擊目標也比較大並較易掌握。而它又比龜型靶較為輕薄，令持靶者的移動速度可以較持龜型靶的快。